# Rio das Antas
Rio das Antas é um município brasileiro do estado de Santa Catarina.  Localiza-se a uma latitude 26º53'55" sul e a uma longitude 51º04'28" oeste, estando a uma altitude de 830 metros. Sua população estimada em 2004 era de 6 322 habitantes. Possui uma área de 319 km².
A cidade de Rio das Antas fica no caminho entre Caçador e Videira. A vegetação nativa é a de Araucárias ou o pinheiro do Paraná, e o relevo é serrano onde predominam os morros.
É banhado pelo Rio do Peixe.
O nome do município é devido à grande ocorrência de antas naquele rio.
(Entretanto, o curso d'água catarinense "Rio das Antas" não passa pelo município.)

## História
A formação de Rio das Antas deu-se nos meados dos anos 1910, quando a região começou a ser habitada com a construção da estrada de ferro entre São Paulo e o Rio Grande do Sul pela empresa Brazil Railway C.O. Em 1911, com a colonização, as terras com preços acessíveis atraíram colonos do Vale do Rio Itajaí e do Rio Grande do Sul, estrangeiros ou descendentes de italianos e alemães.Área que pertence hoje ao município, era parte integrante das chamadas terras contestadas. Em primeiro momento essas terras já participaram de confrontos como as disputas pelo Brasil e pela Argentina, logo depois disputas entre os estados de São Paulo e Paraná e também entre Paraná e Santa Catarina.
A história de Rio das Antas está ligada diretamente a Guerra do Contestado que aconteceu entre 1912 a 1916, onde atingiu grande parte do estado de Santa Catarina. Em 1914, os jagunços atacaram a vila e, em consequência, muitos colonos abandonaram suas propriedades e a companhia colonizadora removeu-os para o estado do Paraná. Somente em 1918, com o fim da guerra e o incentivo do governo as terras puderam ser repovoadas e houve reinício do repovoamento da região. Como as terras eram ocupadas por densa e extensa floresta de pinhais, o que dificultava o trabalho agrícola, os colonos fixaram-se nas proximidades do leito do Rio do Peixe. A madeira do pinheiro Araucária tornou-se uma fonte de riquezas, atraindo para a região gaúchos que desejavam explorar estes recursos naturais. No início de 1919, Rio das Antas passou a ser distrito do município de Campos Novos, o distrito foi elevado a município por ato oficial no dia 21 de junho de 1958, através da lei nº 348, mas instalado no dia 27 de julho de 1958, neste ano iniciou-se a construção do prédio oficial. Desta forma seu aniversário de Emancipação político-administrativa é dia 27/07, feriado municipal. O nome do município se deu pela quantidade de antas que habitavam as margens do rio do peixe na época da colonização, também nomeia um pequeno rio que tem foz no rio do Peixe que cruza a cidade e a região. 
Hoje o município tem as atividades agropecuárias como destaque, sendo referência nos ramos de erva-mate, leiteiro, produção de suínos e aves, plantio de grãos, fruticultura e na área de reflorestamento. 
A cidade possui um distrito chamado Ipoméia que fica à aproximademente 5 km do centro. 
TURISMO
O município tem nas paisagens naturais e nos esportes aquáticos em seu rio principal (Rio do Peixe) os seus maiores atrativos turísticos.
A Guerra do Contestado também deixou marcas na cidade, que podem ser observadas em tours culturais por museus e monumentos históricos.
O turismo religioso é outra atração nas igrejas, capelas e templos dedicados a diversas crenças, como a primeira Igreja dos Santos dos Últimos Dias (mórmon) do Brasil. 